# Славов, Иван
Иван Йорданов Славов (14 февраля 1928, Сливен, Третье Болгарское царство — 16 февраля 2012, София, Болгария) — болгарский философ, публицист, дипломат. Профеcсор, доктор философских наук.

## Биография
В 1956 году окончил Софийский государственный университет. С 1960 года он работает там же преподавателем кафедры философии. Доцент с 1971 года, профессор с 1979 года. С 1976 года — доктор философских наук. Посол Республики Болгарии в Словакии (1994–1998 годы).
Его личная жизнь и философский девиз: «Оптимист по воле, пессимист по разуму, сноб по вере». Одной из целей, которой он посвятил свою жизнь, была борьба с дилетантством.
Он был женат четыре раза и имел в общей сложности четверых детей от первых трёх браков.
Умер 16 февраля 2012 года после перенесённого инсульта и последующей комы.

## Творчество
Творчество Славова посвящено острым и злободневным вопросам эстетики и культуры повседневности — китчу, безвкусице, деформации человеческой морали. Он беспощадно преследует не только китч, но и цеховщину вообще, мелкость и безграмотность во всех их формах и проявлениях, которым он противопоставляет элитарный снобизм, т. н. «коньячный интеллект».
Из-за этой его непримиримости ко всему вульгарному (по его представлениям) и недостойному его вкусов, он получил прозвище «Трансформация китча», как называют его поклонники.